# Giovanni Stroppa
Giovanni Stroppa (né le 24 janvier 1968 à Mulazzano, dans la province de Lodi en Lombardie) est un footballeur international italien. Il jouait au poste de milieu offensif. Il s'est reconverti entraineur.

## Biographie
Formé au Milan AC Giovanni Stroppa est prêté à Monza pendant deux saisons pour acquérir de l'expérience. Il joue la première saison en Serie C1 et la seconde en Serie B à la suite de la remontée du club en 1988. Pendant cette période il côtoie notamment le futur international italien de la Juve et la Lazio Pierluigi Casiraghi. Quand il revient à Milan il vient de disputer plus de 70 matchs en pro. Ce n'est toutefois pas suffisant pour s'imposer au sein de l'effectif du club champion d'Europe. Entre 1989 et 1991 il ne devient donc pas titulaire à part entière mais enrichit son palmarès. Il a également la chance de côtoyer des joueurs de la dimension de Franco Baresi, Paolo Maldini, Marco van Basten, Ruud Gullit, Frank Rijkaard, ...
En 1991 Arrigo Sacchi quitte le poste d'entraineur à Milan et Giovanni Stroppa est transféré à la Lazio. Il y est dirigé pendant deux ans par Dino Zoff mais ne convainc pas totalement. En 1993 il quitte donc la capitale italienne. C'est à l'US Foggia qu'il va rebondir. Nous sommes alors en plein dans la période dorée du club, appelée Zemanlandia du nom de son entraineur tchèque Zdeněk Zeman. Le jeu ultra-offensif du club du sud de l'Italie et le schéma tactique en 4-3-3 de Zeman vont lui aller à la perfection. En 1993-1994 Stroppa va ainsi réaliser la saison la plus aboutie de sa carrière en inscrivant huit buts. Avec ses coéquipiers (Igor Kolyvanov, José Chamot, Luigi Di Biagio, Bryan Roy, ...) il amène  le club à la neuvième place de Serie A, tout près d'une qualification en coupe de l'UEFA. Ces bonnes performances lui valent de débuter en équipe d'Italie. C'est son ancien entraineur à Milan, Arrigo Sacchi, qui est le sélectionneur et se rappelle à son bon souvenir. Ce n'est toutefois pas suffisant pour faire partie du groupe italien pour la Coupe du monde 1994.
Cette saison 1993-1994 de haut-niveau donne en tout cas des regrets à son club formateur qui le rachète à Foggia. Ce nouveau passage à Milan n'est toutefois pas couronné de succès et il quitte le club un an plus tard. Direction l'Udinese pendant deux ans puis Piacenza pendant deux ans et demi. Au mercato d'hiver 2000 il signe à Brescia en Serie B et participe pendant six mois a la montée du club en Serie A. Il joue par la suite pendant deux ans au Genoa, toujours en Serie B, puis à Alzano. À 35 ans il retrouve Zdeněk Zeman à l'US Avellino en 2003-2004 mais le duo ne rencontre pas le même succès que dix ans plus tôt puisque le club est relégué. Giovanni Stroppa achève alors sa carrière professionnelle où il s'est révélé, à Foggia. Le club a bien changé depuis son départ en 1994 puisqu'il est maintenant en Serie C1. Il ne parvient pas à faire remonter le club en Serie B et le quitte en 2005. Après cette saison il joue un bref temps en amateur à Chiari lors du début de saison 2005-2006 et raccroche définitivement les crampons.
Depuis l'été 2009 il est l'entraineur de la primavera (équipe réserve) du Milan AC.
En juin 2012, il est nommé entraineur de Pescara. Le 18 novembre 2012, à la suite des mauvais résultats du club, il démissionne.

## Palmarès

### Palmarès en tant que joueur
- Italie
  - 4 sélections entre 1993 et 1994.

- AC Milan
  - Vainqueur de la Coupe des clubs champions en 1990.
  - Vainqueur de la Supercoupe de l'UEFA en 1989 et 1990.
  - Vainqueur de la Coupe intercontinentale en 1989 et 1990.
  - Vainqueur de la Supercoupe d'Italie en 1994.
  - Vainqueur de la coupe d'Italie Primavera en 1985.
  - Finaliste de la ligue des champions en 1995.

### Palmarès en tant qu'entraîneur
- AC Milan
  - Vainqueur de la coupe d'Italie Primavera en 2010.